# 拉火山口

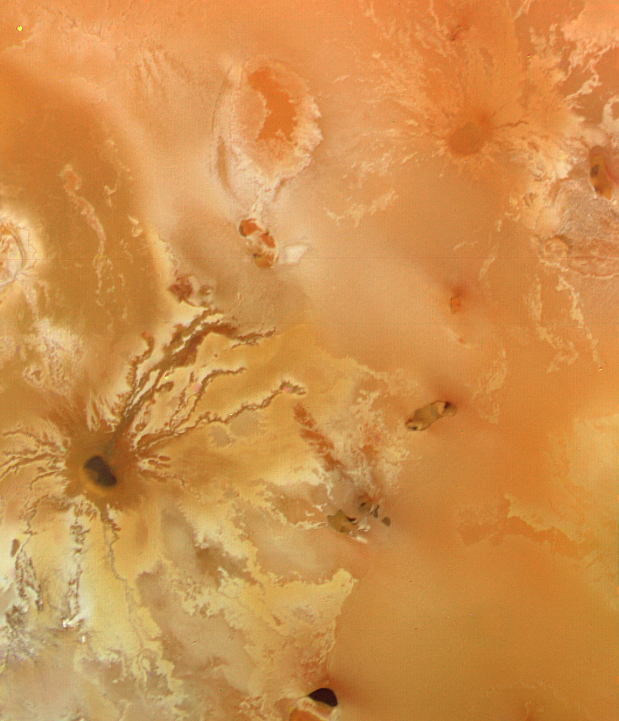
1979年3月5日”旅行者1号探测器”拍摄的照片显示从左下方拉火山口辐射状流出的熔岩流

拉火山口（Ra Patera）是一座位于木卫一上的外星活火山，1979年首次通过旅行者1号探测器拍摄的三维图像对它进行了研究，以确定其地质、地形以及喷发源。当第一次发现它时，该火山高约一公里，并以大量低粘度或“高喷发率”的熔岩流为特征，这可能是一座喷发液硫的火山。